# Walter Smaill
Walter Smaill, kanadski profesionalni hokejist, * 18. december 1884, Montreal, Quebec, Kanada, † 2. marec 1971. 
Smaill je igral 137 tekem v različnih profesionalnih in amaterskih ligah, med drugim v ligi National Hockey Association, Eastern Canada Amateur Hockey Association in Pacific Coast Hockey Association. Med moštvi, za katere je igral, so Cobalt Silver Kings, Ottawa Hockey Club, Victoria Aristocrats in Montreal Wanderers. Z Ottawo je leta 1910 osvojil Stanleyjev pokal.